# رمز ولاية اف اي بي اس
المنشور القياسي لمعالجة المعلومات الفيدرالية 6-4 (اف اي بي اس 6-4) عبارة عن رمز معايير معالجة المعلومات الفيدرالية المكون من خمسة أرقام والذي حدد بشكل فريد المقاطعات والمقاطعات المكافئة في الولايات المتحدة وبعض الممتلكات الأمريكية وبعض الولايات المرتبطة بحرية.
في 2 سبتمبر2008، أعلنت وزارة التجارة الأمريكية، بعد ثلاث سنوات من المراجعة والتعليقات من "الجمهور، والمجتمعات البحثية، والمصنعين، ومنظمات المعايير التطوعية، والمنظمات الحكومية الفيدرالية والتابعة للولاية والمحلية"، أن اف اي بي اس 6-4 كانت أحد معايير اف اي بي اس العشرة التي تم سحبها بواسطة المعهد الوطني للمعايير والتكنولوجيا (ان اي اس تي) الخاص بالقسم. تعتبر "عفا عليها الزمن، أو لم يتم تحديثها لتبني معايير الصناعة الطوعية الحالية، أو المواصفات الفيدرالية، أو معايير البيانات الفيدرالية، أو الممارسات الجيدة الحالية لأمن المعلومات"، استبدلت ان اي اس تي ان اف بي اس 6-4 برموز اي ان سي اي تي اس 31-2009" من أجل "تحديد الولايات والمناطق المعادلة داخل الولايات المتحدة، وبورتوريكو، والمناطق الجزرية".
استخدمت الرموز المكونة من خمسة أرقام لـ 6-4 رمز حالة اف اي بي اس المكون من رقمين (منشور اف اي بي اس 5-2، تم سحبه أيضًا في 2 سبتمبر 2008)، متبوعًا بالأرقام الثلاثة لرمز المقاطعة داخل الولاية أو الحيازة. عادةً ما تكون أكواد اف اي بس اس للمقاطعات في الولايات المتحدة (مع استثناءات قليلة) في نفس التسلسل مثل أسماء المقاطعات المرتبة أبجديًا داخل الولاية. عادة ما تكون (ولكن ليس دائمًا) أرقامًا فردية، بحيث يمكن احتواء أسماء المقاطعات الجديدة أو المتغيرة في خانة التسلسل الأبجدي الخاصة بهم.
استجابة لقرار ان اي اس تي، أعلن مكتب الإحصاء الأمريكي أنه سيحل محل رموز اف اي بي اس برموز اي ان سي اي تي اس 31 بعد تعداد 2010 ، مع قيام مكتب التعداد بتعيين رموز جديدة حسب الحاجة لاستخدامها الداخلي أثناء الانتقال. قرر مكتب الإحصاء، استنادًا إلى عقود من استخدام المصطلحاتاف اي بس اس لوصف رموزها، أنه سيستمر في استخدام اسم اف اي بي اس لرموزه المحدثة، حيث يرمز اف اي بي اس الآن إلى «سلسلة» اف اي بي، حيث لم يعد هناك اف اي بي رسمي «معيار».
تم أيضًا استخدام رموز مقاطعة اف اي بي اس بواسطة نظام تنبيه الطوارئ (اي اي اس) وراديو الطقس ان أو اي اي (ان دابليو ار) لتحديد المواقع الجغرافية لأنظمة التنبيه العام المستندة إلى نفس الشيء. في هذا التطبيق، تتم إضافة "0" (صفر) كأول رقم ويتم استخدامه "كعنصر نائب" ، مما يجعل كل رمز اف اي بي اس تسلسلًا مكونًا من ستة أرقام. في المستقبل، يمكن استخدام الرقم الأول في هذا المخطط العددي لتمثيل تقسيم مقاطعة محدد مسبقًا.

## روابط خارجية
يمكن أيضًا العثور على قوائم رموز اف اي بي اس للولايات والمقاطعات للولايات المتحدة على:
- https://web.archive.org/web/20140330081907/http://www.census.gov/geo/reference/codes/cou.html
- https://www.census.gov/2010census/xls/fips_codes_website.xls
- https://www.census.gov/prod/techdoc/cbp/cbp95/st-cnty.pdf
- https://www.nrcs.usda.gov/wps/portal/nrcs/detail/national/home/?cid=nrcs143_013697